# Собор Святого Саркиса (Тегеран)
Кафедральный собор Святого Саркиса (арм. Սուրբ Սարգիս մայր տաճար, перс. کلیسای سرکیس مقدس‎) — храм Армянской Апостольской церкви в Тегеране, Иран.

## История
Строительство собора святого Саргиса было начато в 1964 году и закончено в 1970 братьями Саркисян в память об их родителях.
Вначале прелатство Армянской Церкви находилось в церкви Святой Богородицы в центральной части города. В начале 1960-х было принято решение переместить прелатство. Таким образом, епископ и члены комитета благодаря помощи местного армянского предпринимателя Маркара Саркисяна осуществили это решение. В итоге, комитет купил участок близ улицы Villa Street (сегодня это Nejatollahi Street). В 2006 году Грайр Акобян провёл реконструкцию храма в память о своей любимой жене Вардуи Давидян.

## Галерея

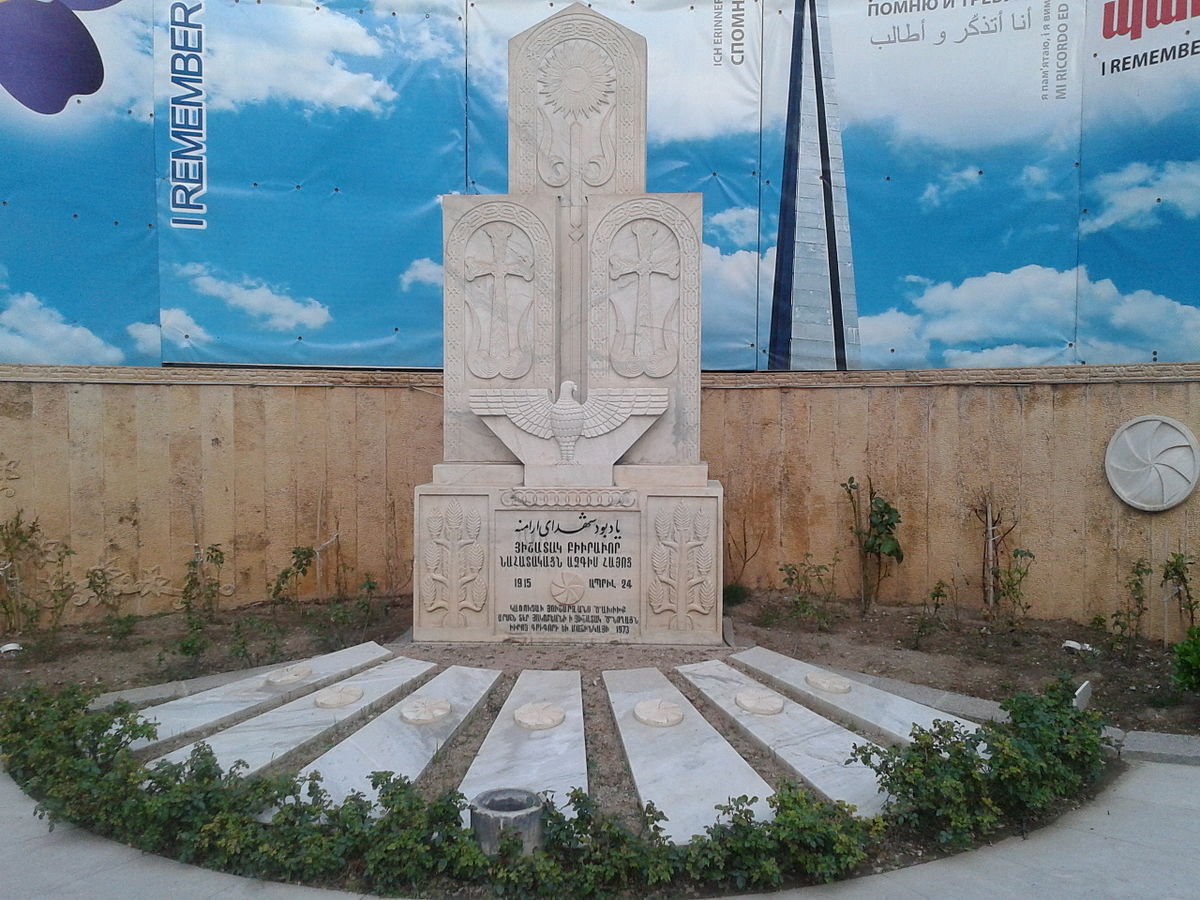
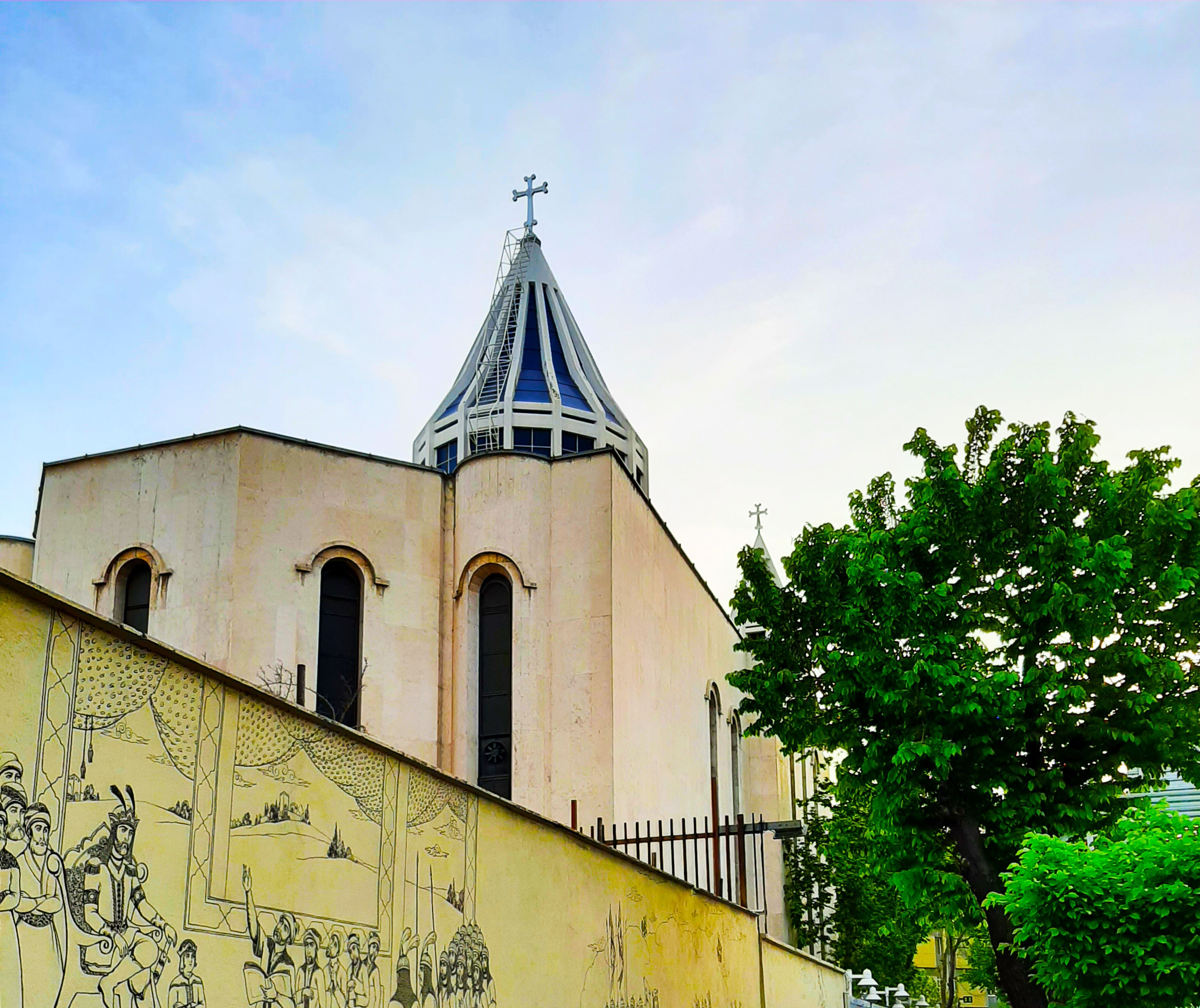
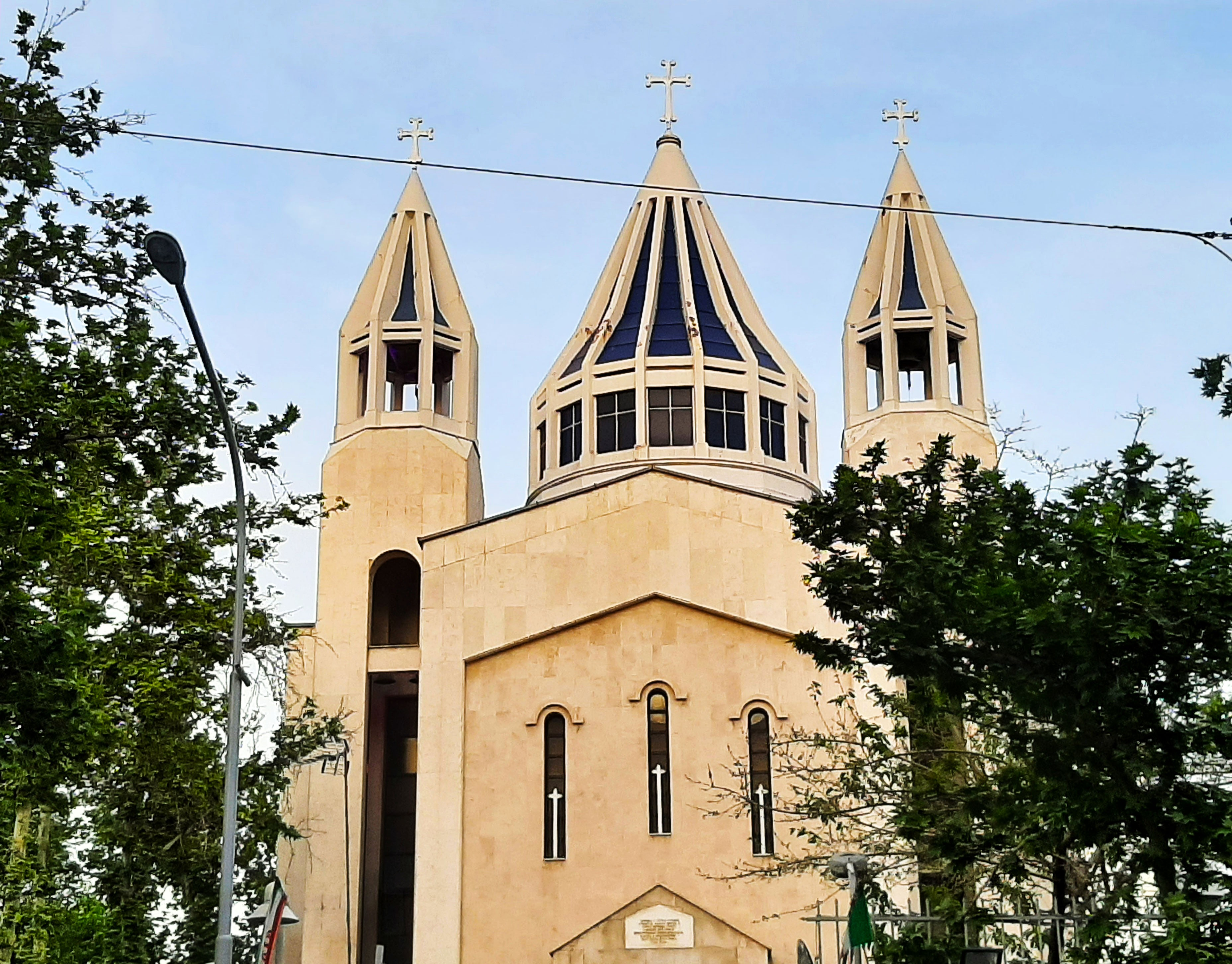